# Glomeris interrupta
Glomeris interrupta är en mångfotingart som beskrevs av Karl Wilhelm Verhoeff 1935. Glomeris interrupta ingår i släktet Glomeris och familjen klotdubbelfotingar. Inga underarter finns listade i Catalogue of Life.